# 어게인스트 미!
어게인스트 미!(Against Me!)는 미국 플로리다주 게인즈빌 출신 펑크 록 밴드이다. 1997년에 결성되어 2002년에 첫 정규 음반을 발매하였다.

## 구성원

### 현재 멤버
- 로라 제인 그레이스(Laura Jane Grace)[1][2] - 기타, 리드 보컬(1997년 ~ 현재)
- 제임스 보먼(James Bowman) - 기타, 보컬(2000년 ~ 현재)
- 인지 요한슨(Inge Johansson) - 베이스, 보컬(2013년 ~ 현재)

### 이전 멤버
- 더스틴 프리드킨(Dustin Fridkin) - 베이스, 보컬(2001년 ~ 2002년)
- 케빈 마흔(Kevin Mahon) - 드럼(1998년 ~ 2001년)
- 워런 오크스(Warren Oakes) - 드럼(2001년 ~ 2009년)
- 조지 리벨로(George Rebelo) – 드럼(2009년 ~ 2010년)
- 제이 와인버그(Jay Weinberg) – 드럼(2010년 ~ 2012년)
- 앤드루 수어드(Andrew Seward) - 베이스, 보컬(2002년 ~ 2013년)

### 세션 및 투어링 멤버
- 프란츠 니콜라이 (Franz Nicolay) - 피아노, 키보드, 아코디언, 보컬 (2010년)
- 타이슨 예릭스 (Tyson Yerex) - 피아노, 키보드, 기타 (2009년 ~ 2010년)
- 애덤 트라체슬 (Adam Trachsel) - 베이스 (2010년)
- 애덤 윌러드 (Adam Willard) - 드럼 (2013년 ~ 현재)

## 음반 목록

### 정규 음반
- 《Reinventing Axl Rose》(2002년)
- 《As the Eternal Cowboy》(2003년)
- 《Searching for a Former Clarity》(2005년)
- 《New Wave》(2007년)
- 《White Crosses》(2010년)
- 《Transgender Dysphoria Blues》(2013년)

### 라이브 음반
- 《Americans Abroad!!! Against Me!!! Live in London!!!》(2006년)